# Mladen Švab
Mladen Švab (Zagreb, 19. travnja 1945. - Zagreb, 24. listopada 2000.) hrvatski povjesničar

## Životopis
U Zagrebu je 1965. završio gimnaziju, a 1973. je na Filozofskom fakultetu u Zagrebu diplomirao povijest. Na Filozofskom fakultetu u Zadru je 1977. dobio titulu magistra znanosti.

## Djela

### Autorske knjige
- Zagrebačke ulice, Naklada Zadro, Zagreb, 1994., ISBN 9531820082 (sa suautorima Z. Gregl, I. Ružić i D. Težak)

### Uredničke knjige
- O upravljanju carstvom, Konstantin VII. Porfirogenet, "August Cesarec" - AGM, Zagreb, 1994.
- Naše nebo, Oton Kučera, Zagreb, 1995.
- Politički zemljopis hrvatskih zemalja, Ivo Pilar, Zagreb,  1995.
- Usud hrvatskih zemalja, Ivo Pilar, Zagreb, 1997.
- Tužna povijest Hercegove zemlje 1437. – 1482., Bare Poparić, Zagreb, 1997.
- Hrvatska narodna samobitnost, Filip Lukas, Zagreb, 1997.
- O upravljanju carstvom, Konstantin VII. Porfirogenet, Dom i svijet, Zagreb, 2003.